# Al-Mansuriya
Al-Mansuriya (arabisch المنصورية, DMG al-Manṣūriya), auch Sabra (صبرة, Ṣabra, „harter Stein“) genannt, war eine nach ihrem Gründer, dem Fatimidenkalifen Ismail al-Mansur, benannte Palaststadt in Ifrīqiya (dem heutigen Tunesien). Sie liegt etwa 1 Meile südöstlich von Kairuan, löste al-Mahdiya als Regierungssitz ab und diente auch noch den Ziriden bis 1053 als Hauptstadt.

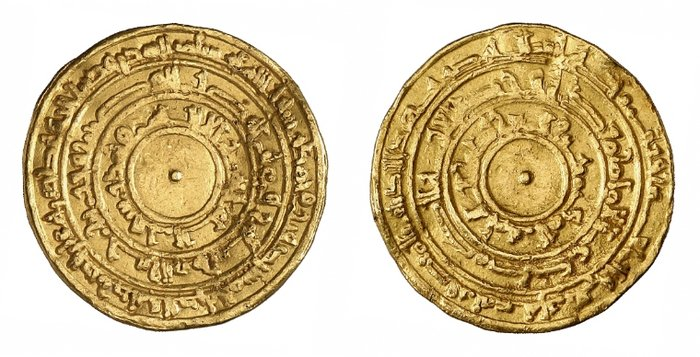
In al-Mansuriya geschlagener Dinar des Fatimiden al-Muizz

Al-Mansur gründete seine neue Residenzstadt im Jahre 946, noch vor seinem endgültigen Sieg über Abu Yazid. Sie wurde nach dem Vorbild Bagdads als Rundstadt, in deren Zentrum sich der Palast befand, angelegt und sollte später ihrerseits als Modell für Kairo dienen. Das Baumaterial wurde vor allem aus der alten Aghlabidenresidenz Raqqada entnommen. Die Bautätigkeiten konnten erst unter Abu Tamin al-Muizz abgeschlossen werden, der mit der Errichtung eines Aquädukts die Wasserversorgung sicherstellte. In al-Mansuriya wurden neben den Höflingen und Sklaventruppen auch 14000 Kutama-Berber, die Basis der Fatimidenmacht, angesiedelt. Auf Münzen wird die neue Stadt auch مدينة عزّ الإسلام (Madīnat ʿizz al-islām, „Stadt der Stärke des Islams“) genannt.
Nach dem Umzug der Fatimiden nach Ägypten (973) blieb al-Mansuriya auch unter deren Vizekönigen, den Ziriden, die Hauptstadt. Schon 1016 wurde sie aber bei einem sunnitischen Aufstand schwer beschädigt. Während der Invasion der Banu Hilal wurde die Residenz 1053 von den Ziriden dann endgültig wieder nach al-Mahdiya verlegt; al-Mansuriya wurde geplündert und diente in der Folgezeit den Bewohnern von Kairuan als Steinbruch.
Im Jahre 1921 kam es zu ersten französischen Ausgrabungen, die seit 1972 in einem französisch-tunesischen Projekt fortgeführt werden. Die mit Methoden der Luftbildarchäologie ergänzte Prospektion erbrachte eine ellipsoide Grundfläche der Stadt, deren größte und kleinste Achse durch Vermessung mit 1350 m und 1050 m bestimmt wurden. Die Kontur der aus Ziegelsteinen gefertigten Stadtmauer, konnte weitgehend durch Fernerkundung belegt werden.